# 芭蕉踊
芭蕉踊（ばしょうおどり）とは、岐阜県羽島郡笠松町円城寺に伝わる雨乞い踊りである。芭蕉踊はかつてはこの地域以外にも存在したが（岐阜市柳津町南塚など）、現在も伝わるのは、岐阜県羽島郡笠松町円城寺地区の踊りである。
1989年（平成元年）11月14日に岐阜県の無形民俗文化財に指定され、円城寺芭蕉踊保存会がその伝統を伝えている。

## 歴史
- 始まった時期は不明であるが、地元の言い伝え等によれば始まりは以下のとおりである。
  - 江戸時代中期、円城寺村（現笠松町円城寺）に大干ばつが発生した。そこで、雨乞いを行なうこととなったが、踊りについて何かないかを考えていたという。
  - ある円城寺村の村人の一人が、谷汲村（現揖斐川町）に雨乞い踊り（後の谷汲踊り）があるという話を思い出し、その踊りを参考にして、雨乞い踊りを行なう事となった。
  - 踊りの際、一人の村人が即興で歌いだし、その歌が雨乞いの唄となったという。
  - 雨乞い踊りが催された後に雨が降り、干ばつは無くなった。この事以来、雨乞い踊りが継承されたという。
  - 干ばつが酷い場合、踊りながら手力雄神社まで行き、踊りを奉納する。
- 1923年（大正12年）を最後に踊りは途絶えたが、1972年（昭和47年）に復活。翌年に保存会が設置された。1981年（昭和56年）からは下羽栗小学校の上級生が踊りに加わっている。

## 芭蕉踊の概況
- かつては明神白鬚神社で行なわれていた。
- 谷汲踊りを参考にした踊りの為、類似点は多い。
- 芭蕉踊の場合、太さ21cm、長さ363cm（子供用は260cm）の竹を半分に割り、割った断面に白、青、赤等の和紙を貼る。この飾り付けた竹12本を、扇形に背負う。（この背負った飾りが、あたかも植物の芭蕉の葉のように見えることから、芭蕉踊と名付けられた。）
- 飾りを背負った若者は二人一組となり、腹部に固定した太鼓を打ちながら踊る。踊りは「かけ踊り」「拍子踊り」「ひねり踊り」がある。
- 道行は、高張提灯持ちを先頭に、弓張提灯、歌方、笛方、鐘方、踊り方、警護役、世話方が練り歩く。